# Withington
Withington és una zona suburbana dins Manchester, Anglaterra. Històricament forma part de Lancashire, es troba a 6,5 km al sud del centre de Manchester a uns 500 metres de Fallowfield i de Didsbury i a 1,5 km a l'est de Chorlton-cum-Hardy. Withington té una població d'uns 14.000 habitants.
Al segle xiii, Withington ocupava un estat feudal (Manorialism) que incloïa les poblacions de Withington, Chorlton-cum-Hardy, Moss Side, Rusholme, Burnage, Denton i Haughton, mantingut per les famílies Hathersage, Longford i Tatton,
Withington durant molt temps va ser un lloc rural fins que per la Revolució Industrial el 1905 es va convertir en part del molt industrialitzat Manchester.
Actualment és una zona molt propera a la seu de la Universitat de Manchester i a més compta amb l'hospital Christie Hospital que és un dels centres de recerca sobre el càncer més importants d'Europa.